# Zargo Touré
Zargo Touré (Pikine, 11 november 1989) is een Senegalees-Frans voetballer die doorgaans speelt als centrale verdediger. In juli 2023 verruilde hij Dijon voor Çorum. Touré maakte in 2012 zijn debuut in het Senegalees voetbalelftal.

## Clubcarrière
Touré speelde in Senegal voor Sporting Dakar en in 2008 sloot de verdediger zich aan bij Boulogne. In zijn eerste seizoen promoveerde de club naar de Ligue 1, waarin hij minder aan spelen toekwam. Na een jaar degradeerde Boulogne weer en in de Ligue 2 was Touré weer een vaste basisspeler. Twee jaar lang speelde hij mee in meer dan dertig officiële duels bij zijn club en in de zomer van 2012 huurde Le Havre hem voor één seizoen. Na dit seizoen, waarin hij in alle zesendertig competitiewedstrijden negentig minuten speelde, nam Le Havre de Senegalees definitief over. Drie jaar later verkaste Touré naar FC Lorient. Bij die club zette hij zijn handtekening onder een verbintenis voor de duur van vier seizoenen. In juli 2018 tekende hij een contract voor drie seizoenen bij Trabzonspor. Binnen Turkije verkaste hij een jaar later naar Gençlerbirliği. Medio 2021 stapte Touré transfervrij over naar Dijon, waar hij voor twee jaar tekende. Na afloop van zijn contract verkaste de Senegalees naar Çorum.

## Clubstatistieken
| Seizoen | Club           | Competitie | Competitie | Competitie | Beker | Beker | Internationaal | Internationaal | Totaal | Totaal |
| Seizoen | Club           | Competitie | Wed.       | Dlp.       | Wed.  | Dlp.  | Wed.           | Dlp.           | Wed.   | Dlp.   |
| ------- | -------------- | ---------- | ---------- | ---------- | ----- | ----- | -------------- | -------------- | ------ | ------ |
| 2008/09 | Boulogne       | Ligue 2    | 32         | 0          | 0     | 0     | —              | —              | 32     | 0      |
| 2009/10 | Boulogne       | Ligue 1    | 14         | 0          | 0     | 0     | —              | —              | 14     | 0      |
| 2010/11 | Boulogne       | Ligue 2    | 29         | 1          | 5     | 0     | —              | —              | 34     | 1      |
| 2011/12 | Boulogne       | Ligue 2    | 36         | 1          | 2     | 0     | —              | —              | 38     | 1      |
| 2012/13 | → Le Havre     | Ligue 2    | 36         | 0          | 3     | 0     | —              | —              | 39     | 0      |
| 2013/14 | Le Havre       | Ligue 2    | 37         | 0          | 2     | 0     | —              | —              | 39     | 0      |
| 2014/15 | Le Havre       | Ligue 2    | 32         | 0          | 2     | 0     | —              | —              | 34     | 0      |
| 2015/16 | Le Havre       | Ligue 2    | 4          | 0          | 1     | 0     | —              | —              | 5      | 0      |
| 2015/16 | FC Lorient     | Ligue 1    | 29         | 4          | 8     | 0     | —              | —              | 37     | 4      |
| 2016/17 | FC Lorient     | Ligue 1    | 23         | 1          | 2     | 0     | —              | —              | 26     | 1      |
| 2017/18 | FC Lorient     | Ligue 2    | 24         | 0          | 5     | 0     | —              | —              | 29     | 0      |
| 2018/19 | Trabzonspor    | Süper Lig  | 27         | 0          | 4     | 0     | —              | —              | 31     | 0      |
| 2019/20 | Gençlerbirliği | Süper Lig  | 32         | 0          | 0     | 0     | —              | —              | 32     | 0      |
| 2020/21 | Gençlerbirliği | Süper Lig  | 23         | 0          | 0     | 0     | —              | —              | 23     | 0      |
| 2021/22 | Dijon          | Ligue 2    | 7          | 0          | 3     | 0     | —              | —              | 10     | 0      |
| 2022/23 | Dijon          | Ligue 2    | 31         | 2          | 1     | 0     | —              | —              | 32     | 2      |
| 2023/24 | Çorum          | 1. Lig     | 35         | 0          | 0     | 0     | —              | —              | 35     | 0      |
| 2024/25 | Çorum          | 1. Lig     | 33         | 1          | 0     | 0     | —              | —              | 33     | 1      |
| Totaal  | Totaal         | Totaal     | 484        | 10         | 39    | 0     | 0              | 0              | 523    | 10     |

Bijgewerkt op 27 mei 2025.

## Interlandcarrière
Touré maakte zijn debuut in het Senegalees voetbalelftal op 13 oktober 2012, toen door twee doelpunten van Didier Drogba met 0–2 verloren werd van Ivoorkust. De verdediger mocht van bondscoach Joseph Koto in de basis starten en hij speelde het gehele duel mee. Scheidsrechter Slim Jedidi toonde hem in dit duel nog wel een gele kaart. In 2017 werd Touré door bondscoach Aliou Cissé opgenomen in zijn selectie voor het Afrikaans kampioenschap. Op het toernooi speelde hij alleen de derde groepswedstrijd tegen Algerije (2–2). Uiteindelijk werd Senegal in de kwartfinale uitgeschakeld door de latere kampioen Kameroen. Zijn toenmalige teamgenoot Benjamin Moukandjo (Kameroen) deed ook mee aan het toernooi.
| Interlands van Zargo Touré voor Senegal | Interlands van Zargo Touré voor Senegal | Interlands van Zargo Touré voor Senegal | Interlands van Zargo Touré voor Senegal | Interlands van Zargo Touré voor Senegal | Interlands van Zargo Touré voor Senegal | Interlands van Zargo Touré voor Senegal |
| №                                       | Datum                                   | Wedstrijd                               | Uitslag                                 | Competitie                              | Goals                                   |                                         |
| Als speler bij Le Havre                 | Als speler bij Le Havre                 | Als speler bij Le Havre                 | Als speler bij Le Havre                 | Als speler bij Le Havre                 | Als speler bij Le Havre                 | Als speler bij Le Havre                 |
| --------------------------------------- | --------------------------------------- | --------------------------------------- | --------------------------------------- | --------------------------------------- | --------------------------------------- | --------------------------------------- |
| 1                                       | 13 oktober 2012                         | Senegal – Ivoorkust                     | 0 – 2                                   | AK 2013 kwalificatie                    |                                         |                                         |
| 2                                       | 14 november 2012                        | Niger – Senegal                         | 1 – 1                                   | Vriendschappelijk                       |                                         |                                         |
| 3                                       | 5 februari 2013                         | Guinee – Senegal                        | 1 – 1                                   | Vriendschappelijk                       |                                         |                                         |
| 4                                       | 23 maart 2013                           | Angola – Senegal                        | 1 – 1                                   | WK 2014 kwalificatie                    |                                         |                                         |
| 5                                       | 31 mei 2014                             | Colombia – Senegal                      | 2 – 2                                   | Vriendschappelijk                       |                                         |                                         |
| 6                                       | 10 oktober 2014                         | Senegal – Tunesië                       | 0 – 0                                   | AK 2015 kwalificatie                    |                                         |                                         |
| 7                                       | 15 oktober 2014                         | Tunesië – Senegal                       | 1 – 0                                   | AK 2015 kwalificatie                    |                                         |                                         |
| 8                                       | 19 november 2014                        | Senegal – Botswana                      | 3 – 0                                   | AK 2015 kwalificatie                    |                                         |                                         |
| 9                                       | 13 januari 2015                         | Senegal – Guinee                        | 5 – 2                                   | Vriendschappelijk                       |                                         |                                         |
| 10                                      | 28 maart 2015                           | Ghana – Senegal                         | 1 – 2                                   | Vriendschappelijk                       |                                         |                                         |
| 11                                      | 13 juni 2015                            | Senegal – Burkina Faso                  | 3 – 1                                   | AK 2015 kwalificatie                    |                                         |                                         |
| Als speler bij FC Lorient               |                                         |                                         |                                         |                                         |                                         |                                         |
| 12                                      | 8 september 2015                        | Zuid-Afrika – Senegal                   | 1 – 0                                   | Vriendschappelijk                       |                                         |                                         |
| 13                                      | 3 september 2016                        | Senegal – Namibië                       | 2 – 0                                   | AK 2017 kwalificatie                    |                                         |                                         |
| 14                                      | 12 november 2016                        | Zuid-Afrika – Senegal                   | 2 – 1                                   | WK 2018 kwalificatie                    |                                         |                                         |
| 15                                      | 8 januari 2017                          | Libië – Senegal                         | 1 – 2                                   | Vriendschappelijk                       |                                         |                                         |
| 16                                      | 11 januari 2017                         | Congo-Brazzaville – Senegal             | 0 – 2                                   | Vriendschappelijk                       |                                         |                                         |
| 17                                      | 23 januari 2017                         | Algerije – Senegal                      | 2 – 2                                   | AK 2017                                 |                                         |                                         |
| 18                                      | 27 maart 2017                           | Senegal – Ivoorkust                     | 1 – 1                                   | Vriendschappelijk                       |                                         |                                         |

Bijgewerkt op 27 mei 2025.